# Železniční trať Tábor–Bechyně

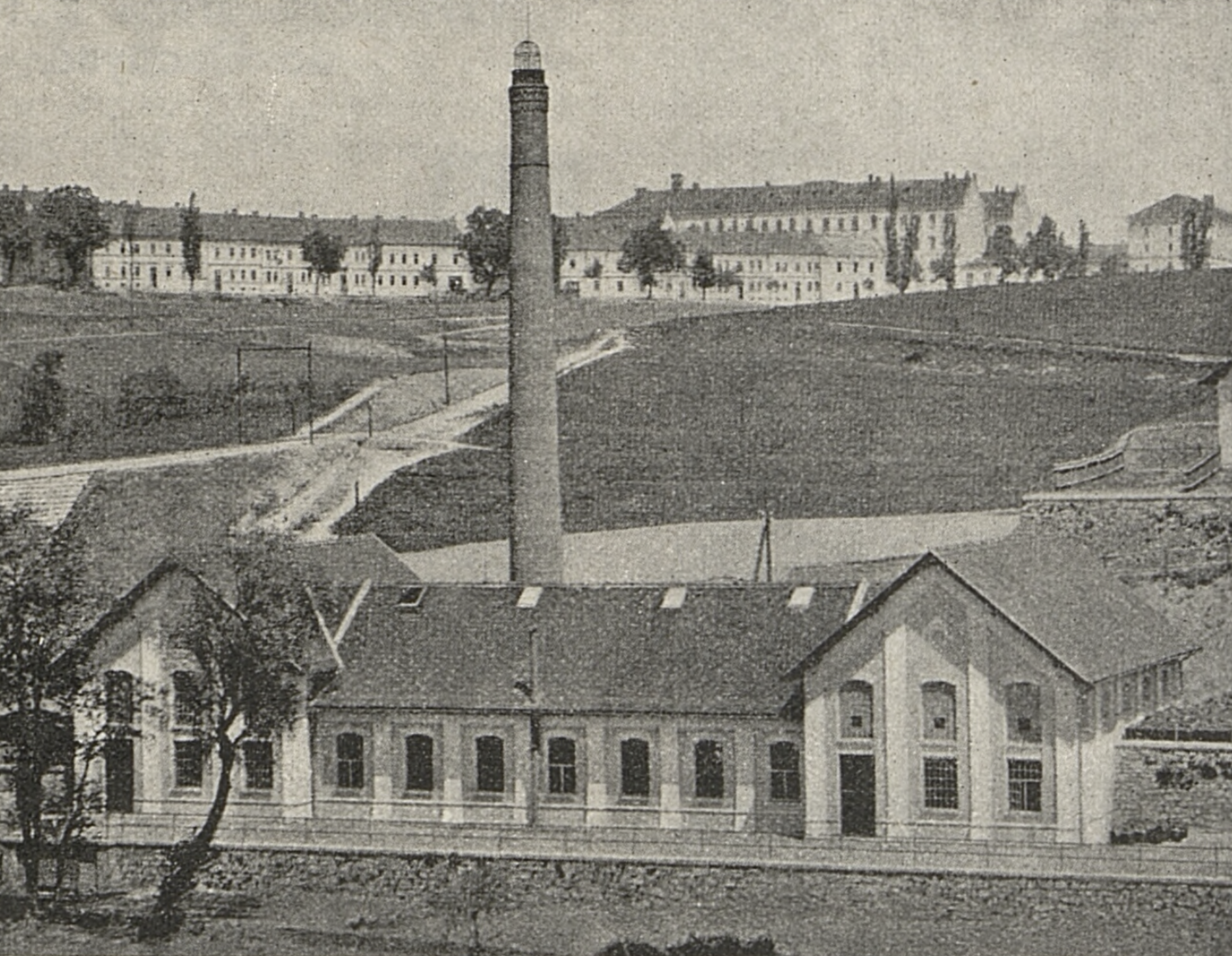
Motorová elektrárna v Táboře krátce po dokončení

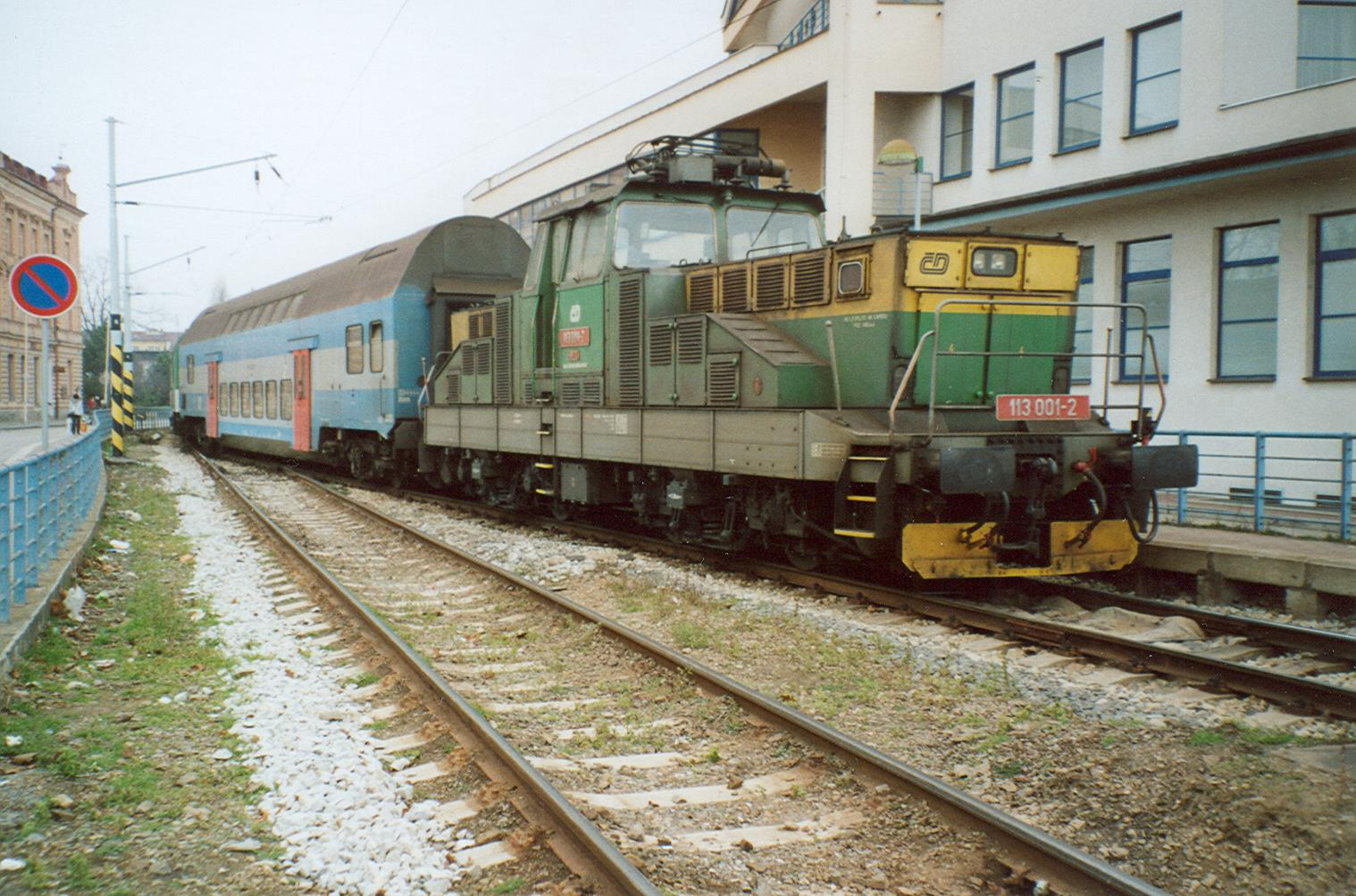
Vlak s lokomotivou 113.001 v Táboře

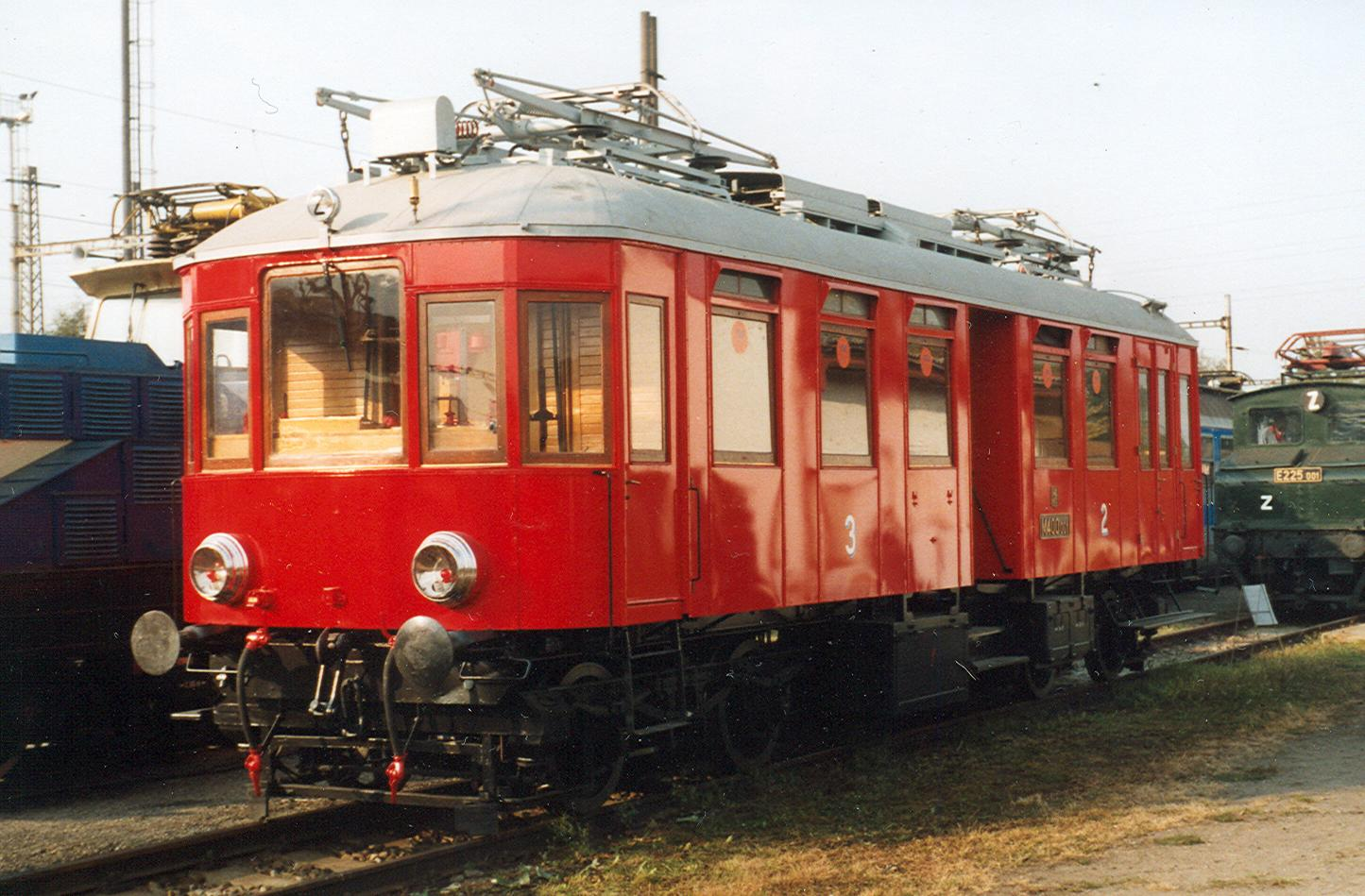
Původní elektrický vůz řady EM 400.0 na výstavě v Ústí nad Labem

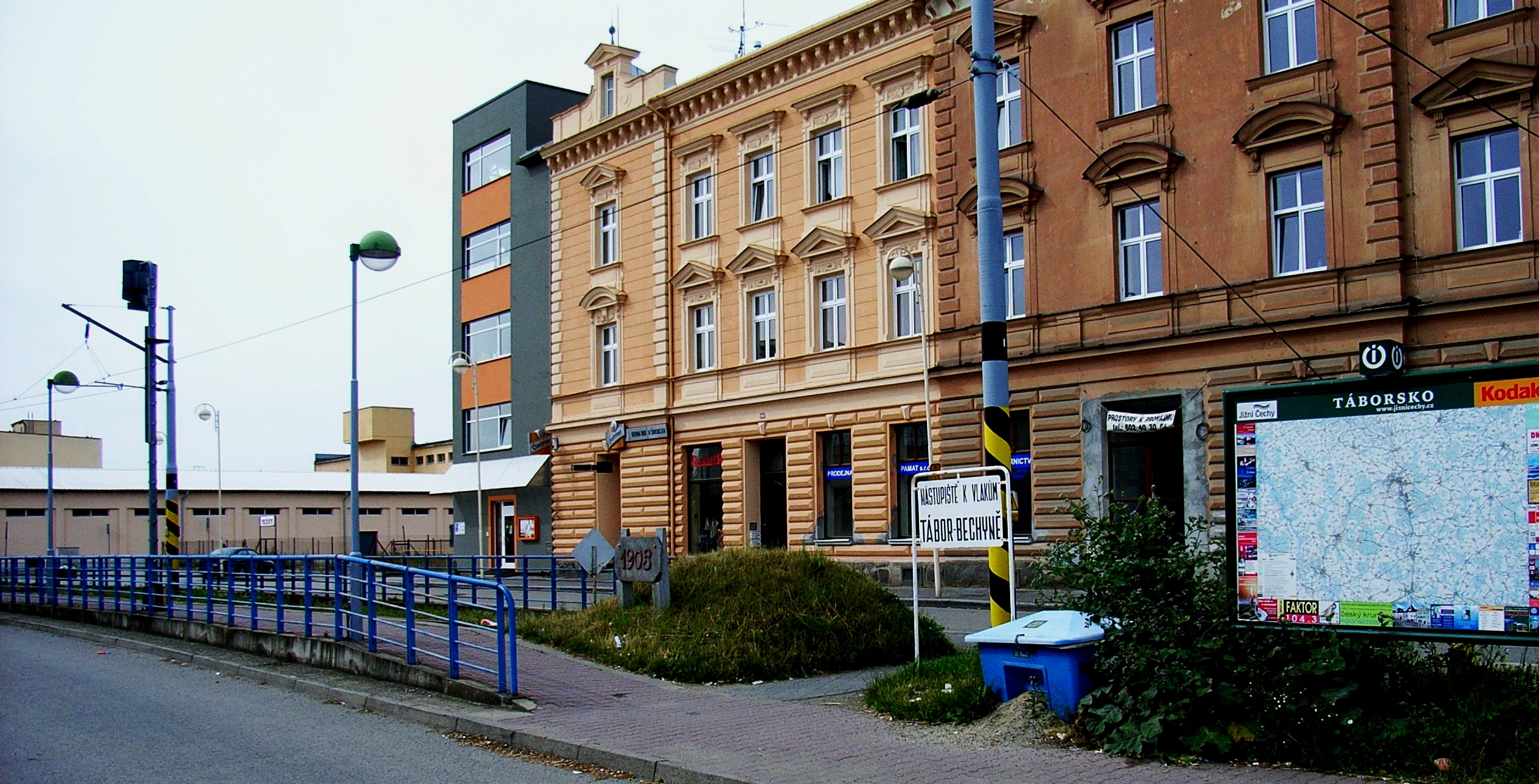
Nástupiště (uprostřed snímku sloupek z r. 1903) elektrické dráhy v Táboře

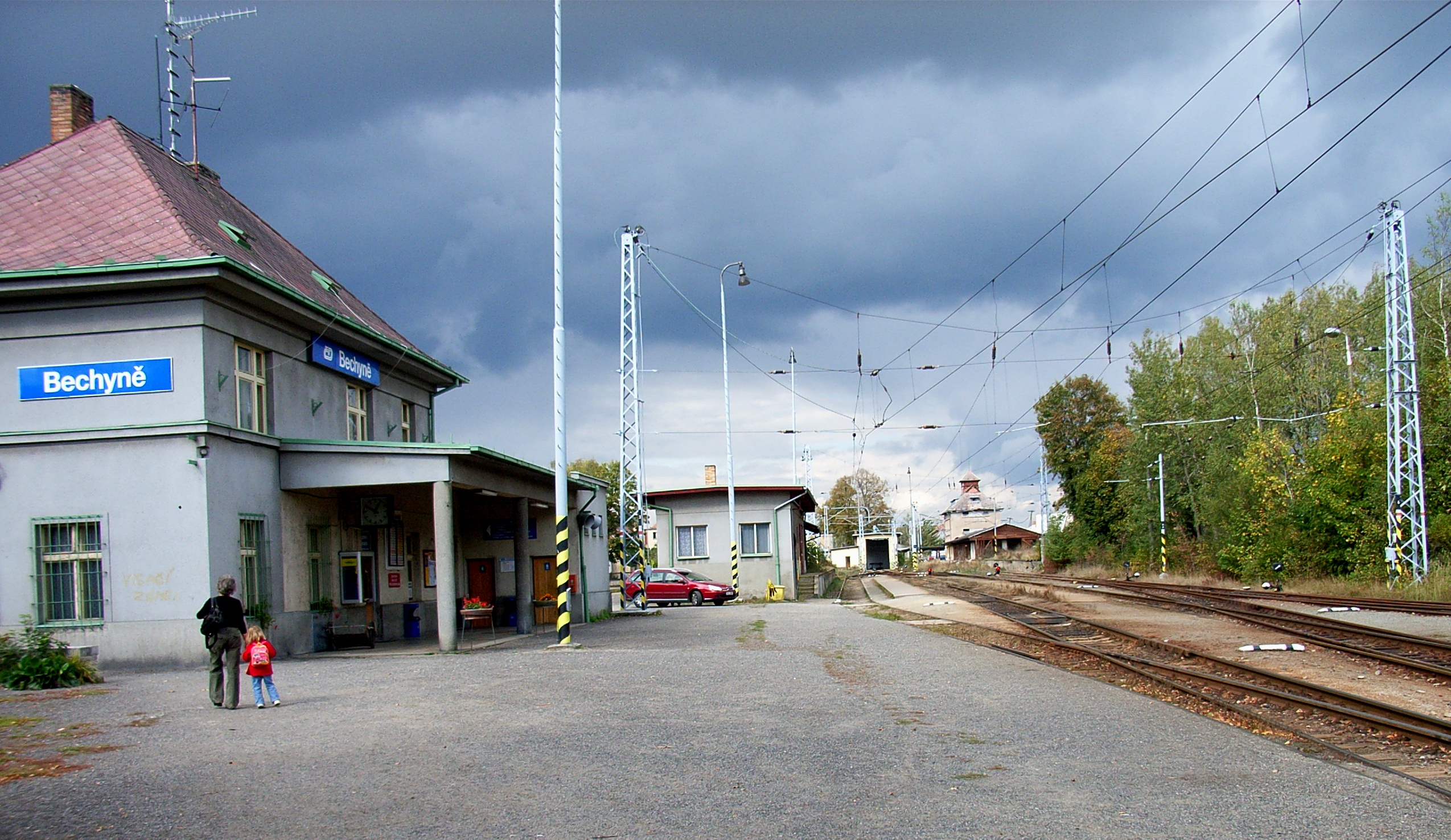
Nádraží v Bechyni v roce 2006

Železniční trať Tábor–Bechyně (též Bechyňská dráha, Bechyňka, Elinka, do poloviny 80. let trať 22e, do roku 1998/1999 trať 224, nyní trať 202) byla první elektrizovanou tratí v Česku, kterou neřadíme mezi tramvajové, ale mezi železniční dráhy. V provozu je od 20. června 1903. Její délka je 24 km. Je napájena systémem stejnosměrného napětí 1500 V, trať má normální rozchod 1435 mm.

## Historie

### Původní záměry
Roku 1889 vídeňské ministerstvo železnic zamítlo projekt železnice z Vodňan přes Týn nad Vltavou, Bechyni, Tábor a Vlašim do Kutné Hory. Poté vzniklo družstvo, které neúspěšně prosazovalo alespoň část z Vodňan do Tábora. Přízně zemských úřadů dosáhlo až nové Družstvo bechyňské dráhy, v jehož čele stál bechyňský starosta Hynek Daniel. Z původně zamýšlené trasy však nakonec byl realizován jen úsek z Tábora do Bechyně.[zdroj?]
V roce 1896 sněm království českého převzal záruku za stavbu dráhy. Původní projekt parostrojní dráhy s maximálním sklonem 25 ‰ zpracovávala Technická kancelář Köhler a Raynal v Praze.[zdroj?]

### Rozhodnutí o elektrické trakci
Elektrická trakce byla v té době v počínajícím rozmachu. První, krátkou a jednoduchou elektrickou dráhu předvedla firma Siemens & Halske na průmyslové výstavě v Berlíně roku 1879. V Česku první elektrickou dráhu zřídil František Křižík roku 1891 na Letné v Praze, od roku 1895 byly otevírány první městské sítě v dalších městech a městských aglomeracích v Česku. Roku 1902 Kálmán Kandó elektrifikoval železniční trať údolím Valtellina v italské Lombardii. Ještě před stavbou bechyňské dráhy František Křižík testoval elektrický pohon pomocí akumulátorů ve voze na lokální železniční trati Praha–Dobříš (povoleno 16. listopadu 1897). Bechyňská dráha byla první železniční dráhou ve střední Evropě, která byla od počátku stavěna i provozována jako elektrická.[zdroj?]
Na podnět vládního rady Marka, který přesvědčoval koncesionáře o výhodách elektrických drah, Družstvo bechyňské dráhy o svatodušních svátcích roku 1898 zahájilo jednání s firmou František Křižík. Ta úřady přesvědčila, že vyhrazení dráhy jen pro elektrický provoz zlevní stavbu i vozidla, usnadní práce a umožní větší počet zastávek.[zdroj?]

### Výstavba
29. prosince 1900 bylo povoleno vypracování projektu dráhy pro elektrický pohon. 4. září 1901 bylo vydáno stavební povolení. 19. dubna 1902 byla udělena koncese pro stavbu a provoz dráhy s termínem zahájení provozu do konce roku 1904, Zemský výbor však lhůtu zkrátil do 1. června 1903. Stavbu traťového spodku a svršku prováděla firma J. Kubíček a spol. z Královských Vinohrad, železné konstrukce dodala firma bratří Prášilů z Libně.[zdroj?]
První zkušební jízda proběhla 1. června 1903, 10. června 1903 proběhla zatěžovací zkouška železničního mostu v Táboře, pravidelný provoz byl slavnostně, za účasti místodržitele království, předsedy zemského výboru i nejvyššího maršálka království, zahájen 21. června 1903.[zdroj?]
Nejvyšší sklon trati byl 41 ‰ (koncese stanovila maximální sklon 35 ‰) a nejmenší poloměr oblouku 125 m (bez úlev by musel být poloměr minimálně 180 m). Maximální rychlost byla stanovena na 25 km/hod., v obloucích na 15 km/hod. Původní jízdní doba byla podle druhu vlaku 1 hodina a 8 minut nebo 1 hodina a 15 minut.[zdroj?]
Trať v Bechyni původně končila na levém břehu Lužnice. Roku 1928 byla po nově otevřeném bechyňském mostu prodloužena až do města, čímž se délka trati prodloužila z 23 na 24 kilometrů. Zpočátku se do Bechyně jezdilo přes staré nádraží úvraťově, ale od 15. května 1929 byl zprovozněn oblouk pro nový směr a část tratě ke starému nádraží byla změněna na vlečku, napojenou na vlastní trať směrem k Bechyni, a staré nádraží bylo změněno v nákladiště dřeva.

### Novodobý vývoj
V roce 1953 byla u Sudoměřic vybudována vlečka Dolina k vojenskému letišti u Bechyně.[zdroj?]
Od jízdního řádu 1953/54 byla na trati zastavena osobní doprava (později byla znovu obnovena), nákladní doprava naopak nabývala na intenzitě.[zdroj?]
Po zrušení vojenského letiště byla trať zrekonstruována na traťovou rychlost 50 km/h.[zdroj?]
Na trati jsou pořádány pravidelné nostalgické jízdy historickým elektrickým vozem.[zdroj?]

## Popis

### Parametry
Dráha je vedena v mnoha obloucích s poloměry oblouku pod 150 m se stoupáním a klesáním do 36 ‰. Nejvyšší traťová rychlost je stanovena na 60 km/hod., v obloucích o poloměru menším než 150 m je snížena na 10 km/hod. Dráha je řízena zjednodušeným způsobem, dirigující dispečer sídlí ve stanici Bechyně. Dorozumívání dirigujícího dispečera se strojvedoucími je zajištěno radiostanicemi, dispečer s výpravčím ve stanici Tábor se dorozumívá po pevné telefonní síti. Verbální řízení dopravy je zaznamenáváno zařízením typu Redat.

### Napájecí systém
Napájecí systém navrhovali konstruktéři Křižík, List a Rosa. Původní systém byl třívodičový, 2× 700 V stejnosměrného napětí, přičemž středním vodičem byla kolejnice, zatímco nad kolejemi vedly souběžně dva trolejové vodiče s opačnými póly napájení, vzdálené od sebe 1,2 metru. Trolejové vodiče byly zavěšeny svorkami na amberitových izolátorech na drátových převěsech mezi dřevěnými sloupy, prosté a nenapínané. Podélná vzdálenost závěsných bran byla 16 až 20 metrů. Třívodičové stejnosměrné napájecí systémy, avšak s nižším napětím, byly v té době již v Olomouci a Bratislavě.
Elektrickou energii vyráběla motorová elektrárna v Táboře (umístěná u Lužnice 1,2 km od začátku tratě) pomocí tří dynam poháněných parními stroji. Zálohově byla dodávka jištěna sadou akumulátorů. Elektrárna dodávala energii i pro souběžně zřizované veřejné osvětlení města Tábora. Bližší polovina tratě byla napájena přímo, k začátku druhého úseku u Malšic bylo z elektrárny vedeno samostatné dvoupólové vedení, to však bylo roku 1914 sejmuto z důvodu válečného nedostatku materiálu.
V roce 1929 byla táborská elektrárna propojena s celostátní rozvodnou sítí.

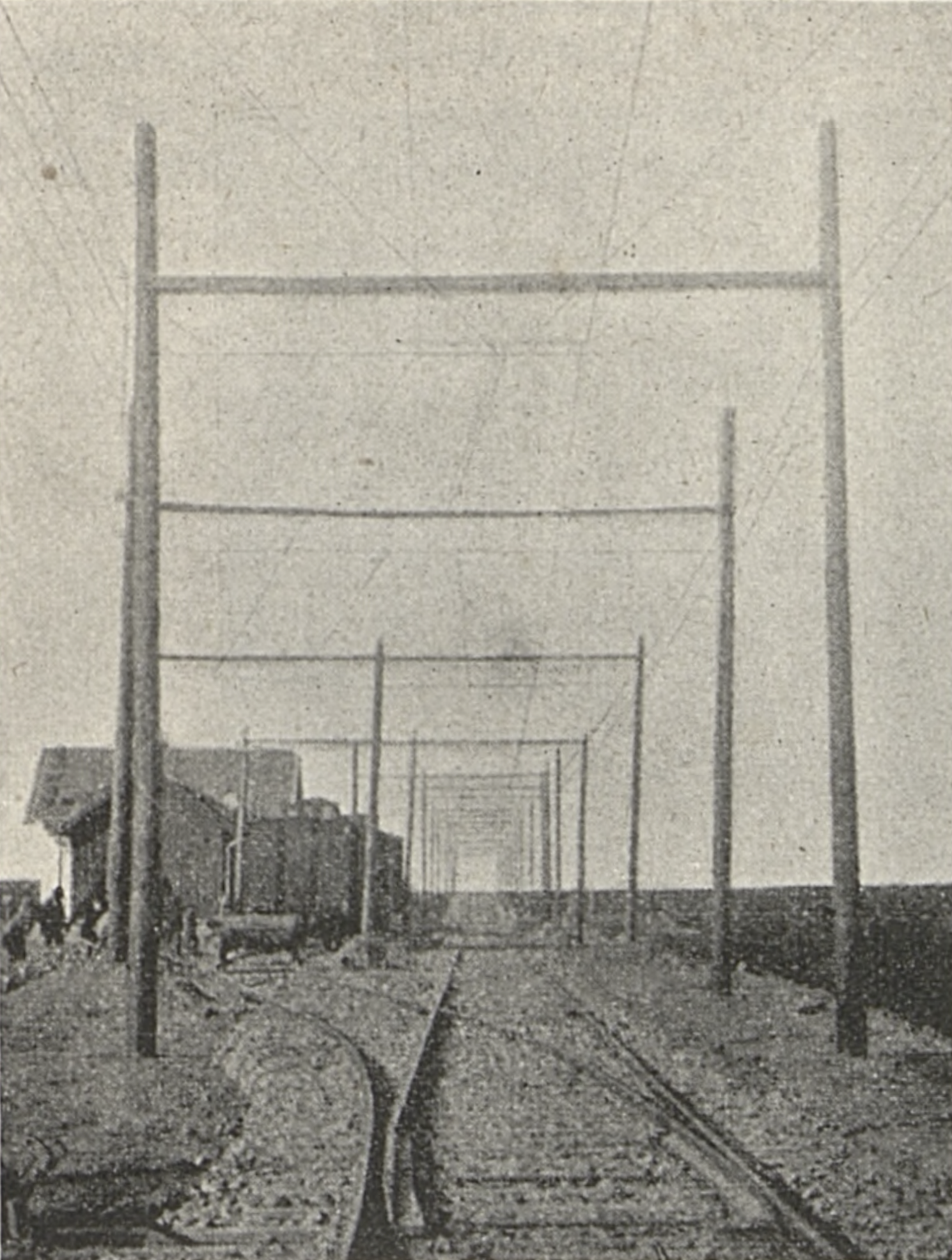
Trakční vedení ve stanici Slapy

V roce 1938 bylo při rekonstrukci napájení změněno na dvojvodičové o napětí 1500 V a trolej byla zavěšena na ocelové sloupy.

## Vozidla

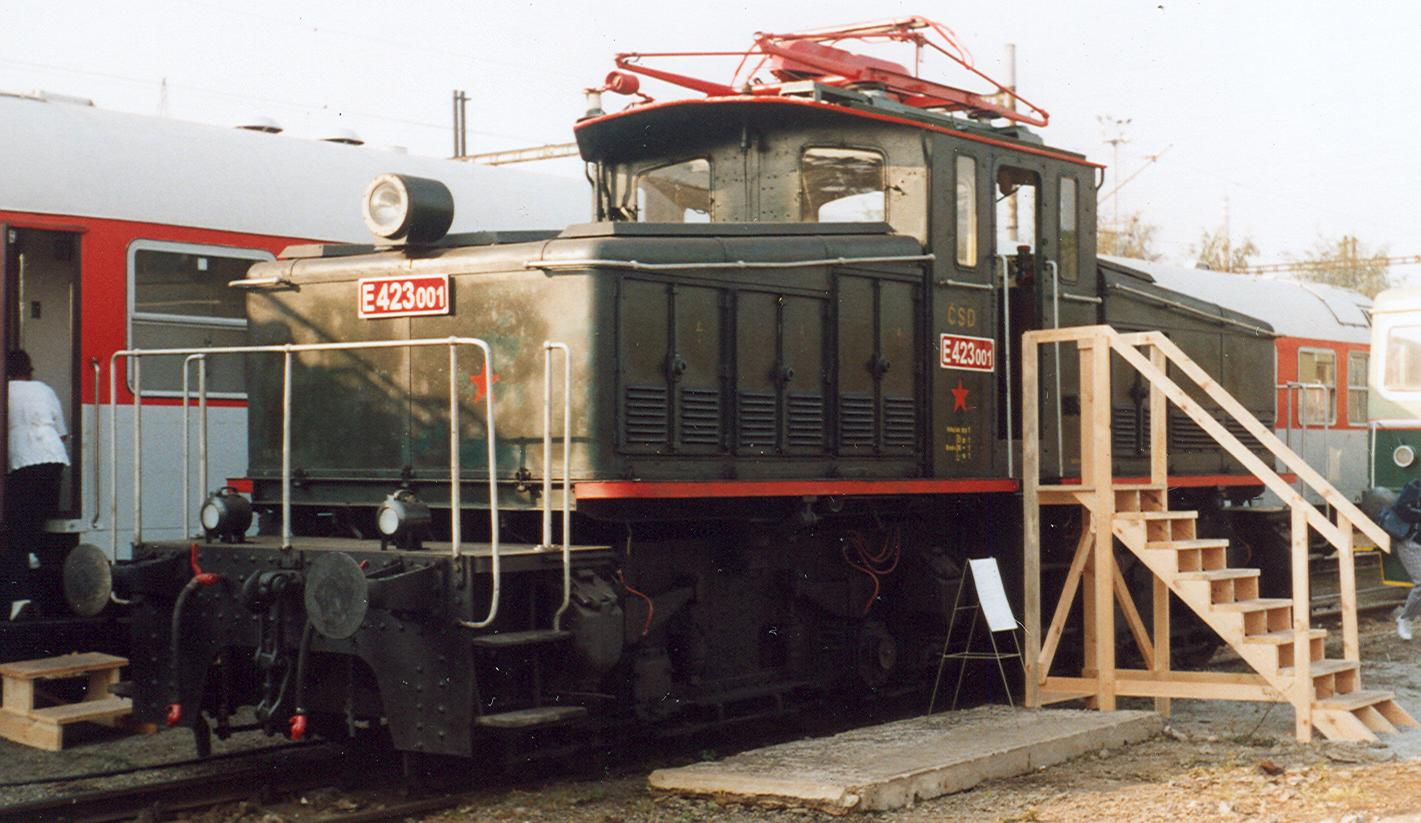
Muzeální lokomotiva E 423.001 na výstavě v Ústí nad Labem

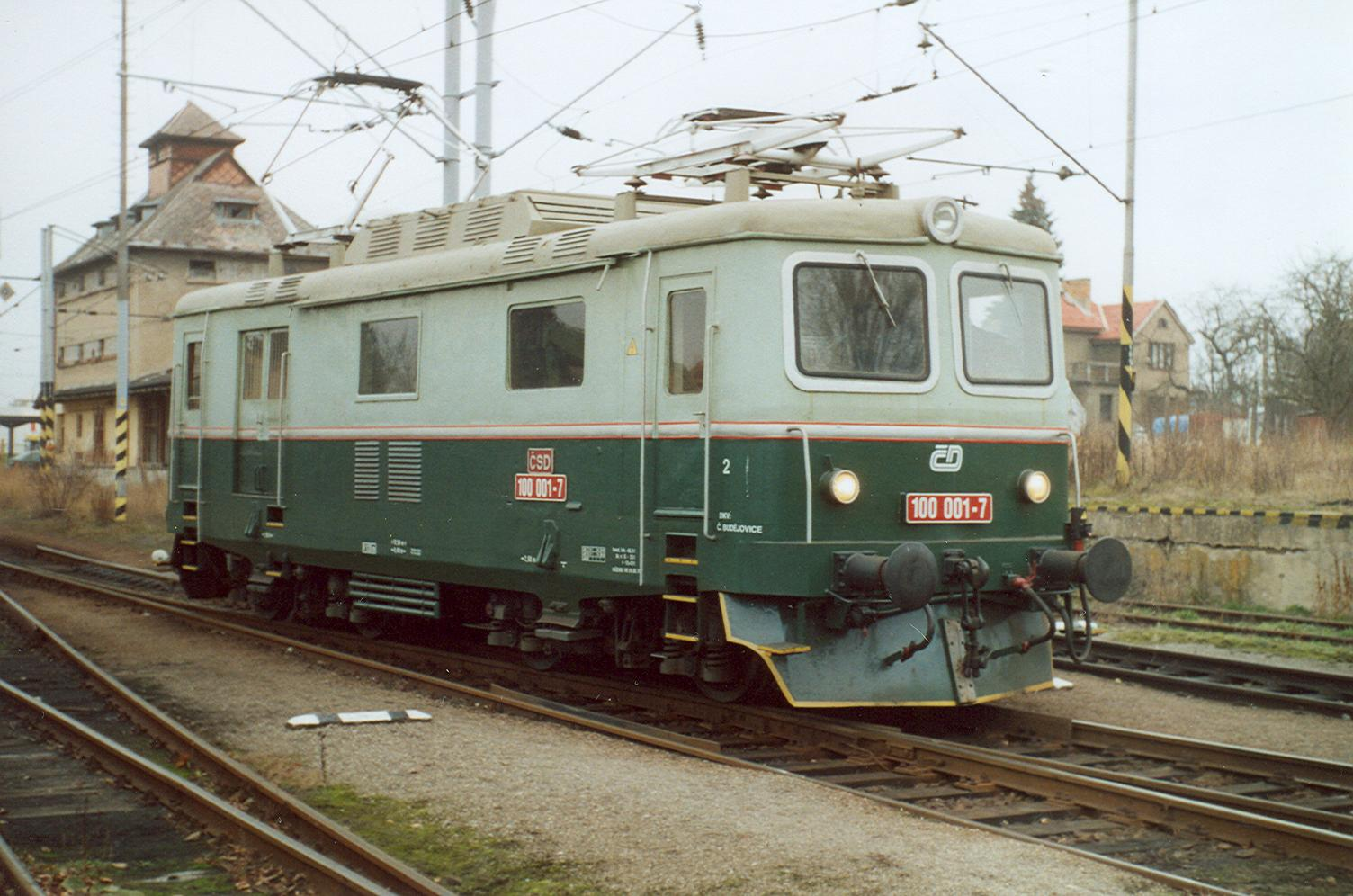
Muzeální lokomotiva 100.001 v Bechyni

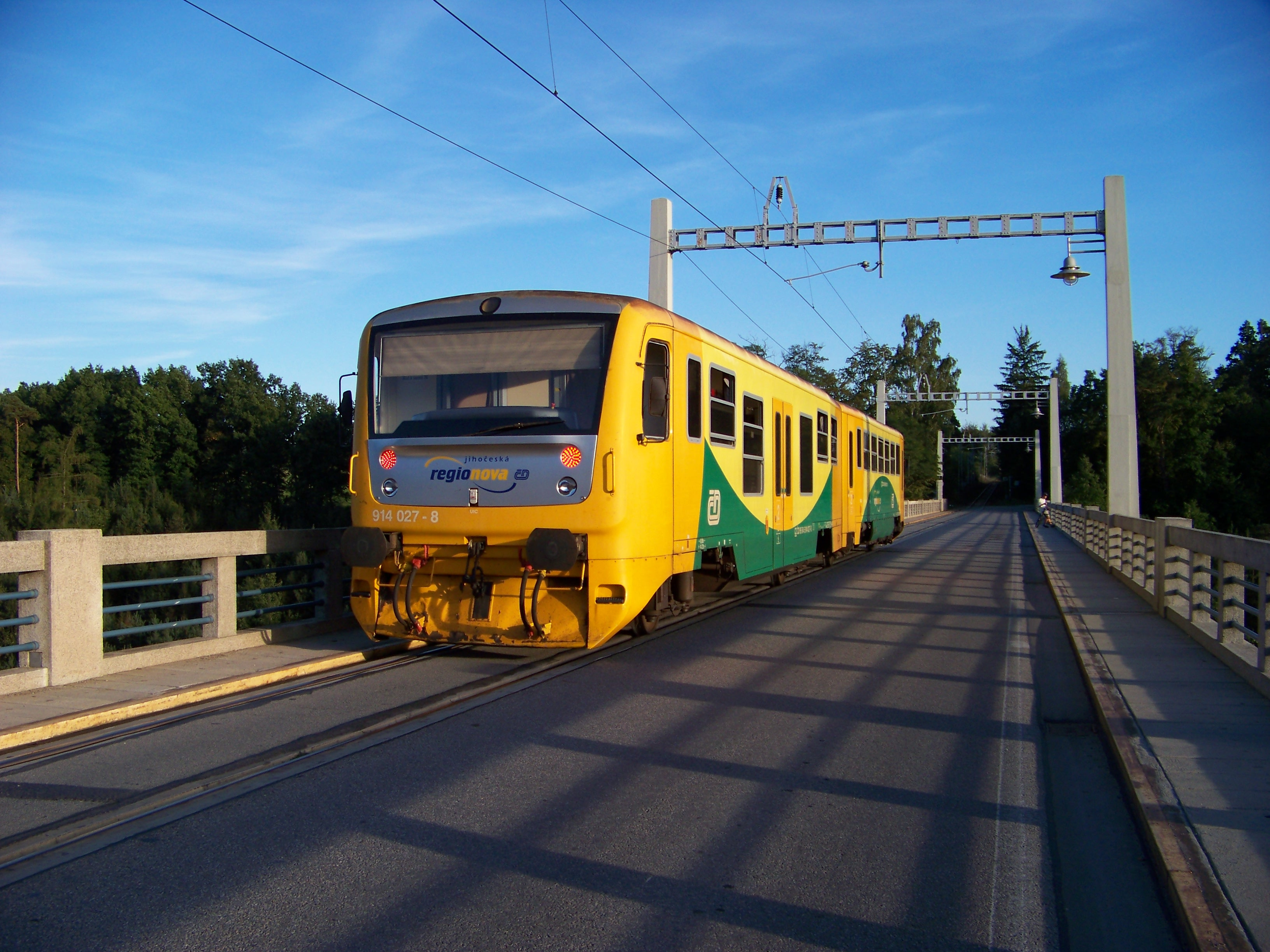
Regionova na Bechyňském mostě v roce 2011

Původně dopravu zajišťovaly dva elektrické motorové vozy od smíchovské firmy Ringhoffer, elektrovýzbroj dodala karlínská firma Křižík (motory navrhoval Fischer-Hinnen). Třetí vůz byl dodán roku 1905, čtvrtý vůz 1908. Od roku 1905 byly tyto vozy označeny M 400.0 (nové označení 401). Nejnovější vůz roku 1939 vyhořel a sloužil jako zdroj náhradních dílů pro ostatní vozy. Podvozky byly použity pro vůz M 410.001, který byl od firem Škoda Plzeň a Královopolská Brno dodán 29. dubna 1941. Tažné vozy měly původně (do roku 1938) dva sběrače vedle sebe, nejprve obloukové, později speciální úzké pantografové. Vůz s pořadovým číslem 003 se dosud zachoval jako muzejní exponát.
Vozy s pořadovými čísly 02 a 03 byly vyřazeny v roce 1956. Vůz z číslem 01 byl roku 1971 podroben opravě a roku 1973 zrušen. Vůz M 410.001 byl vyřazen a sešrotován v roce 1973.
Motorový vůz měl oddělení 2. třídy pro 10 cestujících a oddělení 3. třídy pro 30 cestujících.
V roce 1931 Škoda Plzeň první dva vozy zrekonstruovala a zmodernizovala, roku 1938 byl zrekonstruován i třetí elektrický vůz.
Později byly na tuto a vyšebrodskou trať dodány 2 elektrické lokomotivy řady E 423.0 (nové označení 102), z nichž první se dochovala jako muzejní exponát, 4 elektrické lokomotivy E 436.0 (nové označení 103, jedna se dochovala jako muzejní exponát), 4 lokomotivy E 422.0 (odvozena od „bobin“, nové označení 100) a 6 lokomotiv E 426.0 (nové označení 113).
Do roku 2010 byly pro osobní vlaky na trati vyhrazeny tři elektrické lokomotivy řady 113, z nichž v běžném turnusu byly využity dvě, třetí byla rezervní. Za lokomotivou byl zapojen jeden vůz řady BDs a jeden vůz řady Bdt. Od grafikonu 2011 (tj. od 12. prosince 2010) je osobní doprava vedena dieselovým pohonem – motorovou soupravou Regionova, některé večerní a ranní vlaky dieselovou lokomotivou (řada 742) s přípojnými vozy řady 010 (Btax). Jako důvod nasazení motorových jednotek byla uváděna úspora času na přepojování lokomotivy v konečných stanicích a zkrácení přestupových časů v Táboře. Pro nákladní dopravu je využívána dieselová lokomotiva společnosti ČD Cargo už od dříve.
Zároveň se zavedením jízdního řádu 2013/2014 však České dráhy oznámily, že namísto jednotek Regionova nasadí na trať opět lokomotivy 113 s vozy Btx763. Dráhy toto rozhodnutí odůvodnily tím, že v souvislosti se zrychlením provozu na koridoru mezi Prahou a Táborem vzniká v Bechyni dostatek času na přepřáhnutí lokomotivy na druhou stranu soupravy.[zdroj?]
V prosinci 2014 se na trať vrátily Regionovy, které zde jezdily dalších 5 let. Pár ranních a jeden večerní spoj vozily stále lokomotivy 113 s vozy BDtax782 nebo Btx763.[zdroj?]
Od jízdního řádu 2019/2020 opět jezdí lokomotiva 113 a dva přípojné vozy BDtax782. Nově je doprava na trati posílena, odpoledne v pracovní dny jezdí vlaky každou hodinu, přes léto jezdí každou hodinu denně a celý den. Proto byla nově opravena lokomotiva 113.001-2 a postupně se modernizují i přípojné vozy BDtax782, postupně by jich mělo být zmodernizováno 6, z toho 3 v retro nátěru.[zdroj?]
Dne 26. října 2020 bylo zahájeno testování elektrické jednotky 650, které má za cíl ověřit přechodnost a jízdu jednotky v obloucích o poloměrech menších jak 150 metrů. Pro tyto účely byla tato jednotka vybavena speciální měřicí nápravou. Z důvodu atypické napájecí soustavy na trati byl vlak tažen lokomotivami 113 a 704. V případě kladných výsledků těchto testů plánují České dráhy nabídnout tuto jednotku Jihočeskému kraji pro provoz na této trati, jelikož podle výrobce nepředstavuje problém upravit jednotky RegioPanter pro provoz na napájecí soustavě této tratě.

## Nehody
1. září 2007 v 8:12 vykolejil v Táboře na přejezdu nedaleko základních škol v místě s poloměrem oblouku 125 metrů, kde je rychlost omezena do 10 km/h, vlak 28406 z Tábora do Bechyně. Těsně za prvním z přejezdů vykolejil předposlední nápravou poslední podvozek vlaku, patrový vůz řady Bmto. Vlak zastavil až za druhým z přejezdů na němž vykolejila i poslední náprava, 204 metrů za místem vykolejení. Nedošlo k žádnému zranění a škoda byla Drážní inspekcí vyčíslena na 61 040 Kč, z toho 54 640 Kč na voze a 6400 Kč na vlakové cestě. Jedinou příčinou byla závada geometrických parametrů koleje – projektovaná hodnota vzepětí koleje 100 mm byla v místě 2 metry před místem vykolejení překročena o 25 mm, ačkoliv maximální povolená odchylka je jen 20 mm. Žádnou dřívější nehodu s podobnými příčinami Drážní inspekce nezjistila. Od té doby nejsou patrové vozy na trať nasazovány.
Ve středu 22. února 2023 v podvečer vlak s lokomotivou Žehlička, směřující z Tábora do Bechyně, vykolejil na výhybce v Malšicích. Provoz byl zastaven na tři dny. Ve vlaku se nacházelo pár lidí, nikomu se nic nestalo. 25. února 2023 Správa železnic provoz obnovila.

## Trasa

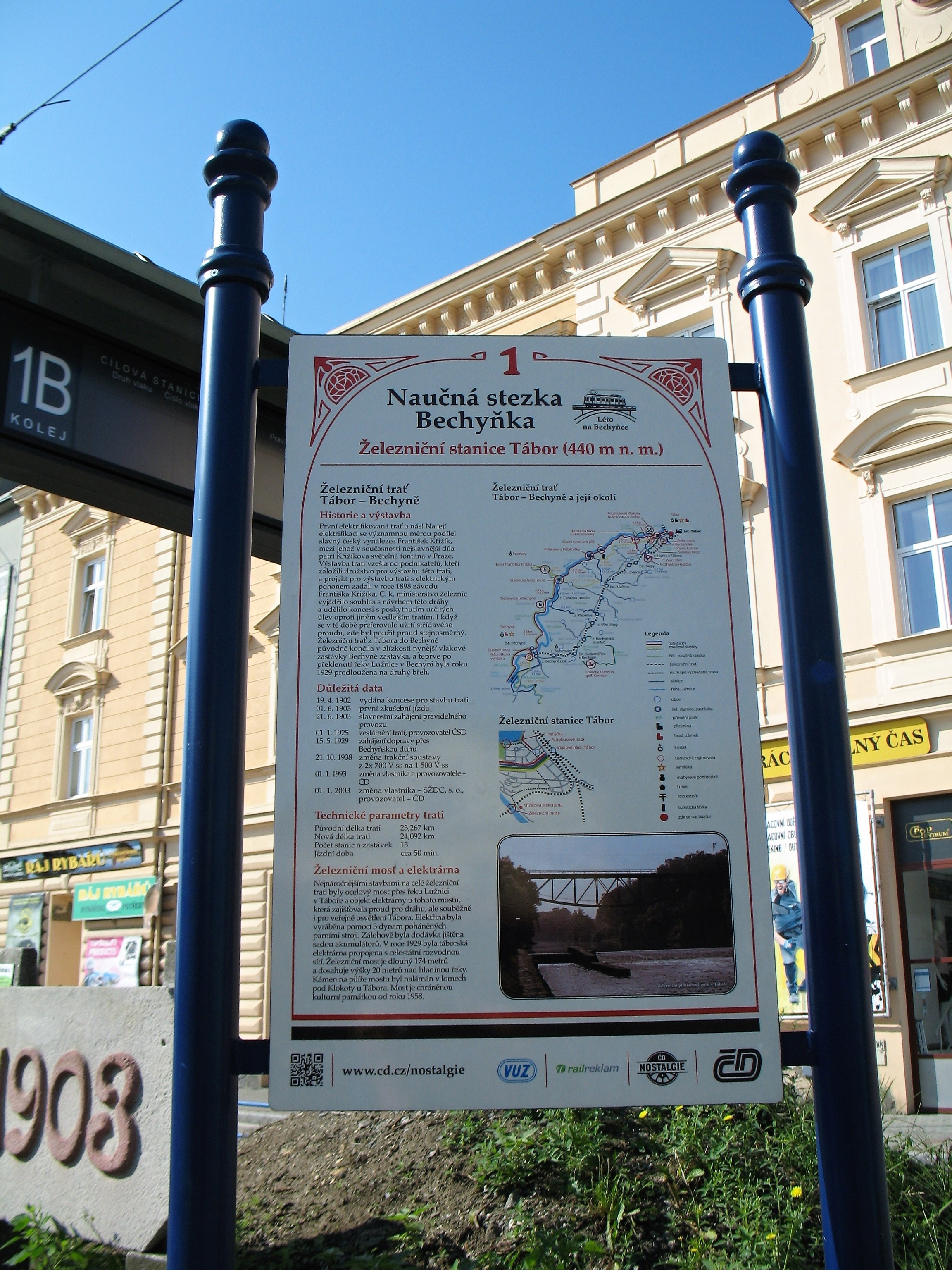
Informace o naučné stezce „Bechyňka“ u nástupiště v Táboře

Na trati jsou tyto stanice a zastávky:
- Tábor
- Horky u Tábora
- Slapy
- Libějice
- Malšice
- Čenkov u Malšic
- Třebelice
- Všechlapy
- Bechyňská Smoleč
- (odbočka Dolina letiště)
- Sudoměřice u Bechyně
- Bežerovice
- Bechyně zastávka
  - na dnešní vlečce: Staré nádraží (dnes nákladiště, vlečka zrušena a demontována)
- Bechyně

Z tratě odbočují tři vlečky: Dolina letiště, Staré nádraží a Keramička. Vlečka ke starému nádraží byla ještě v roce 2010 sporadicky využívána. Na vlečce z nádraží Bechyně do areálu výrobce sanitární keramiky LAUFEN CZ, s. r. o. byl ukončen provoz kolem roku 2006.
Prodej jízdenek je zajišťován pouze v koncových stanicích Bechyně a Tábor.[zdroj?]

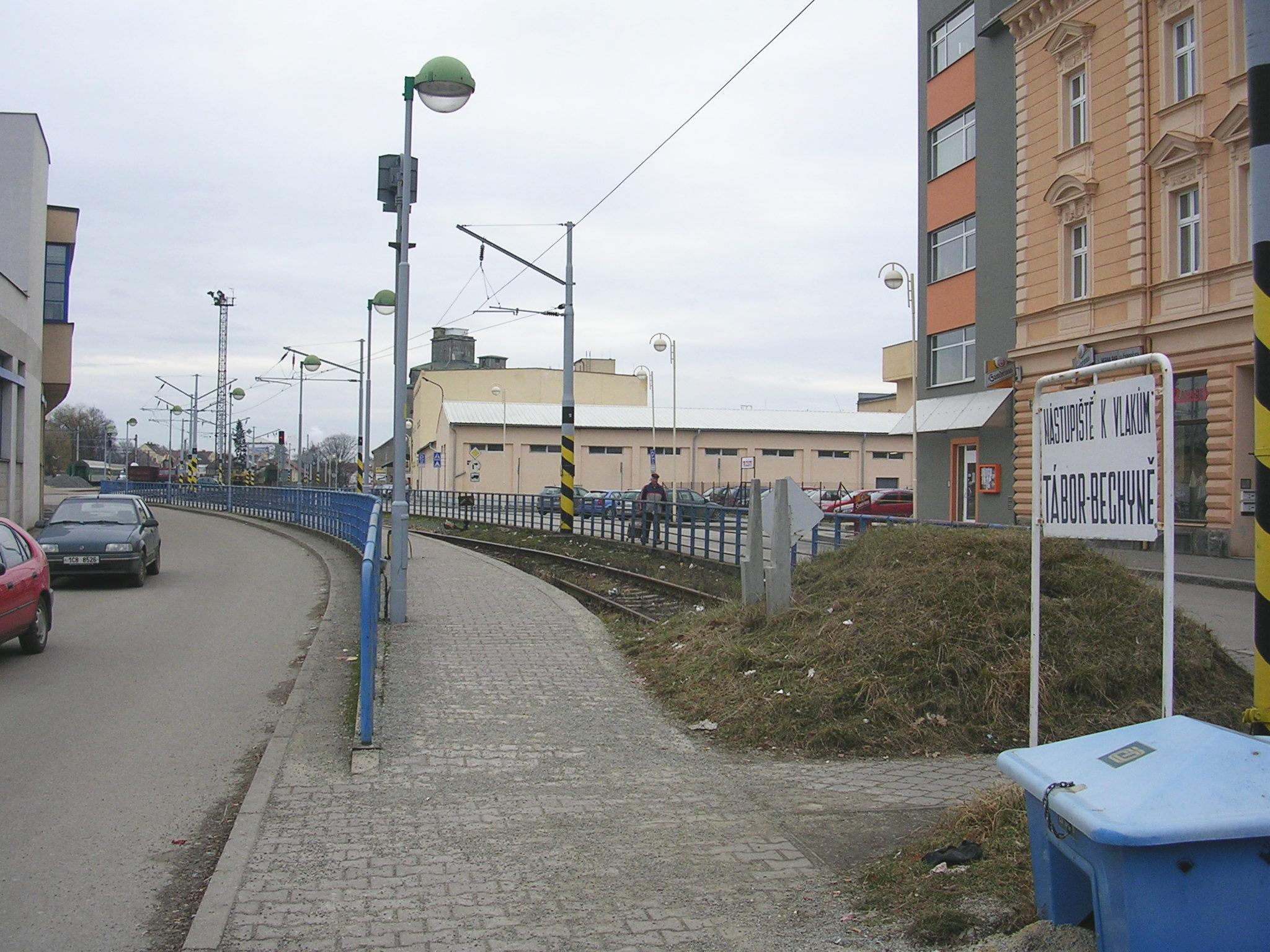
Tábor
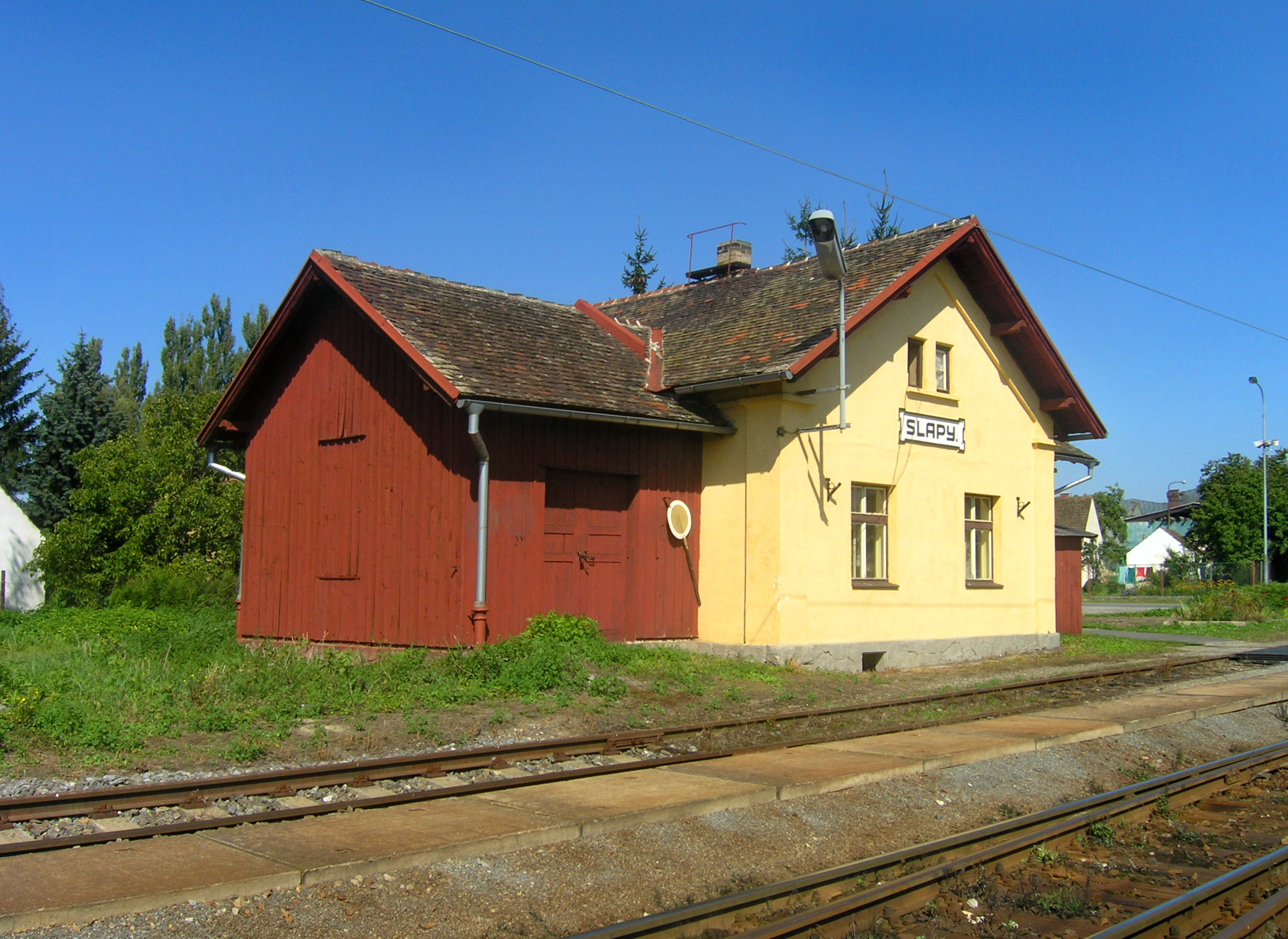
Slapy
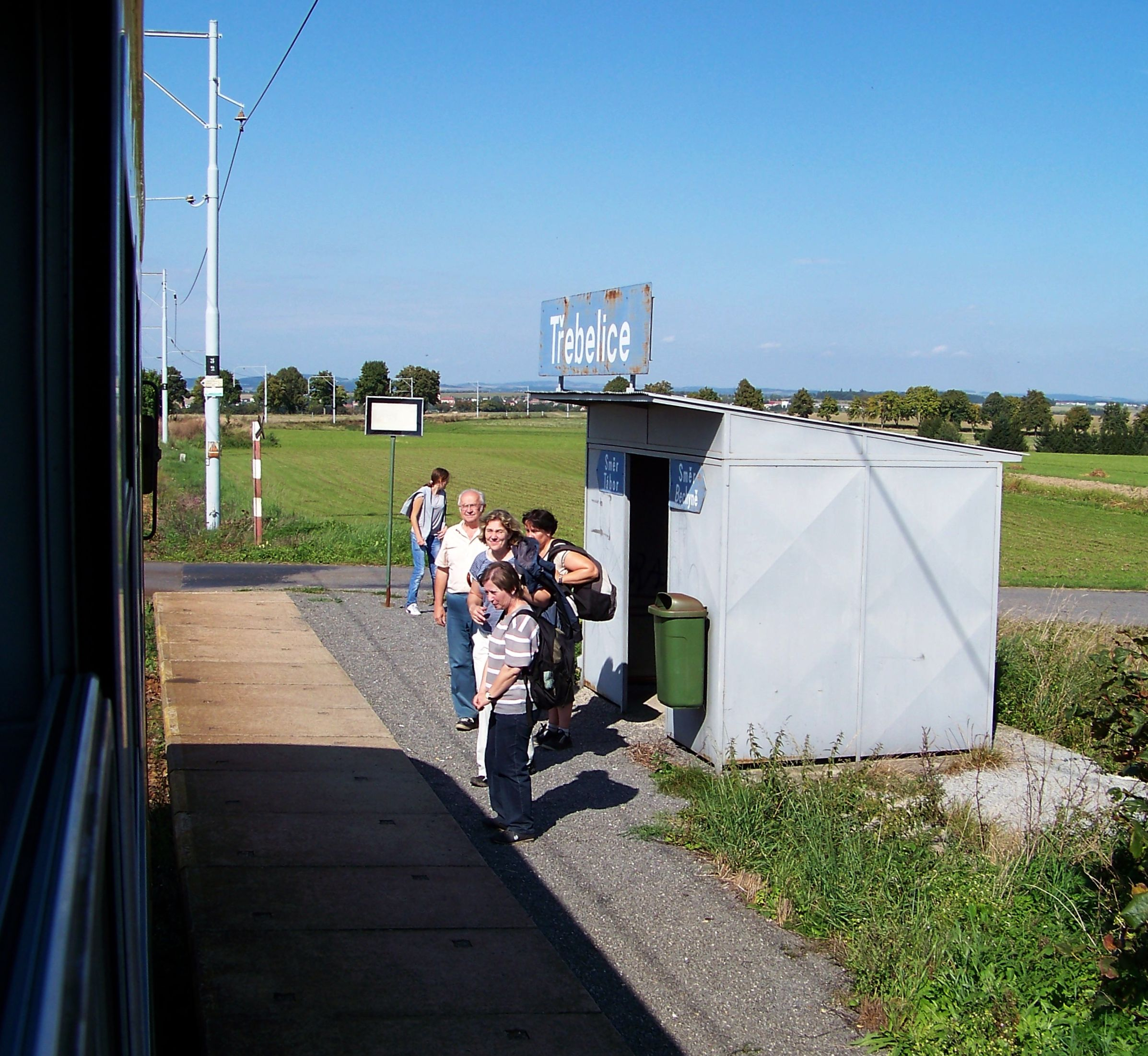
Třebelice
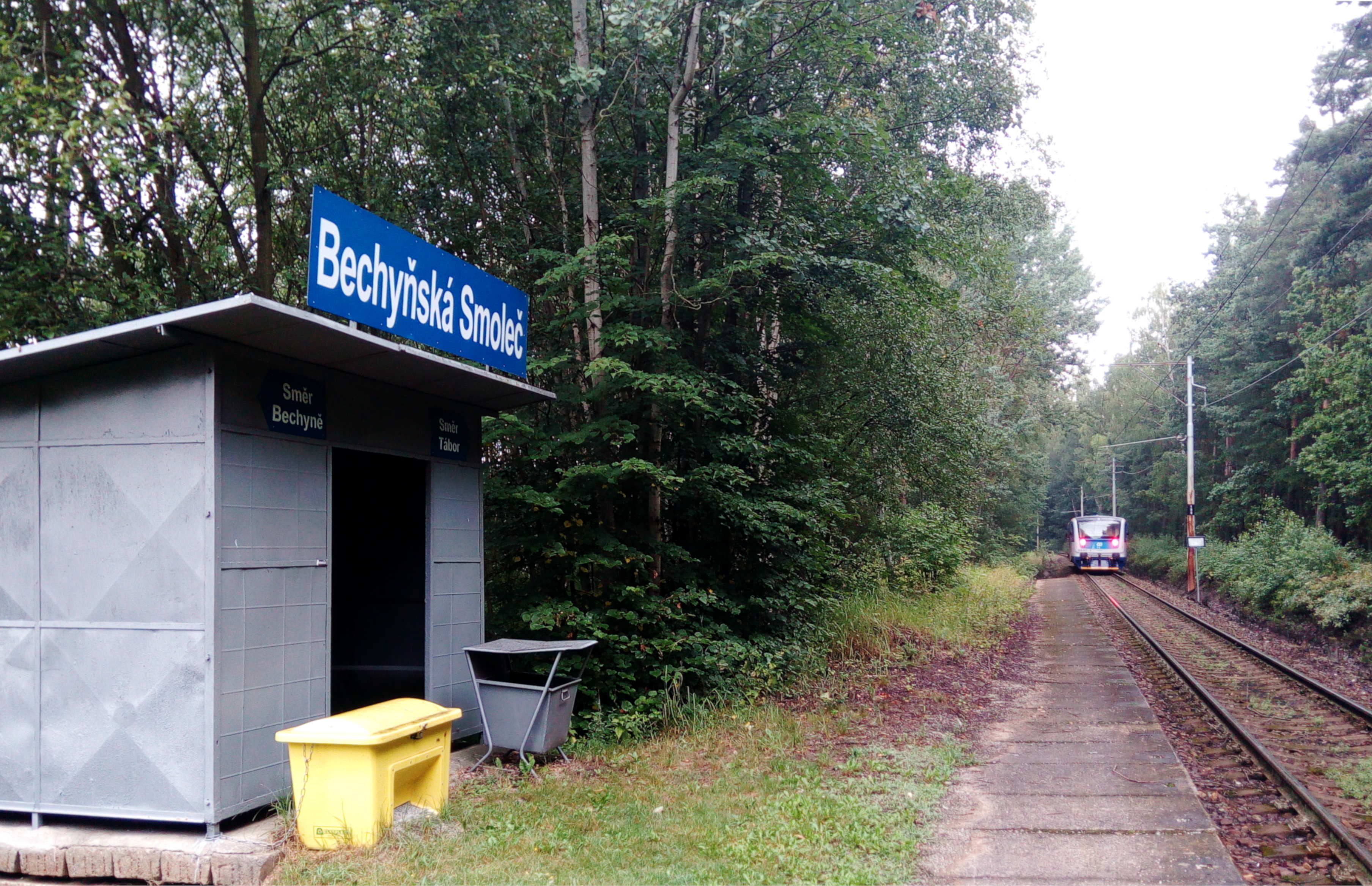
Bechyňská Smoleč
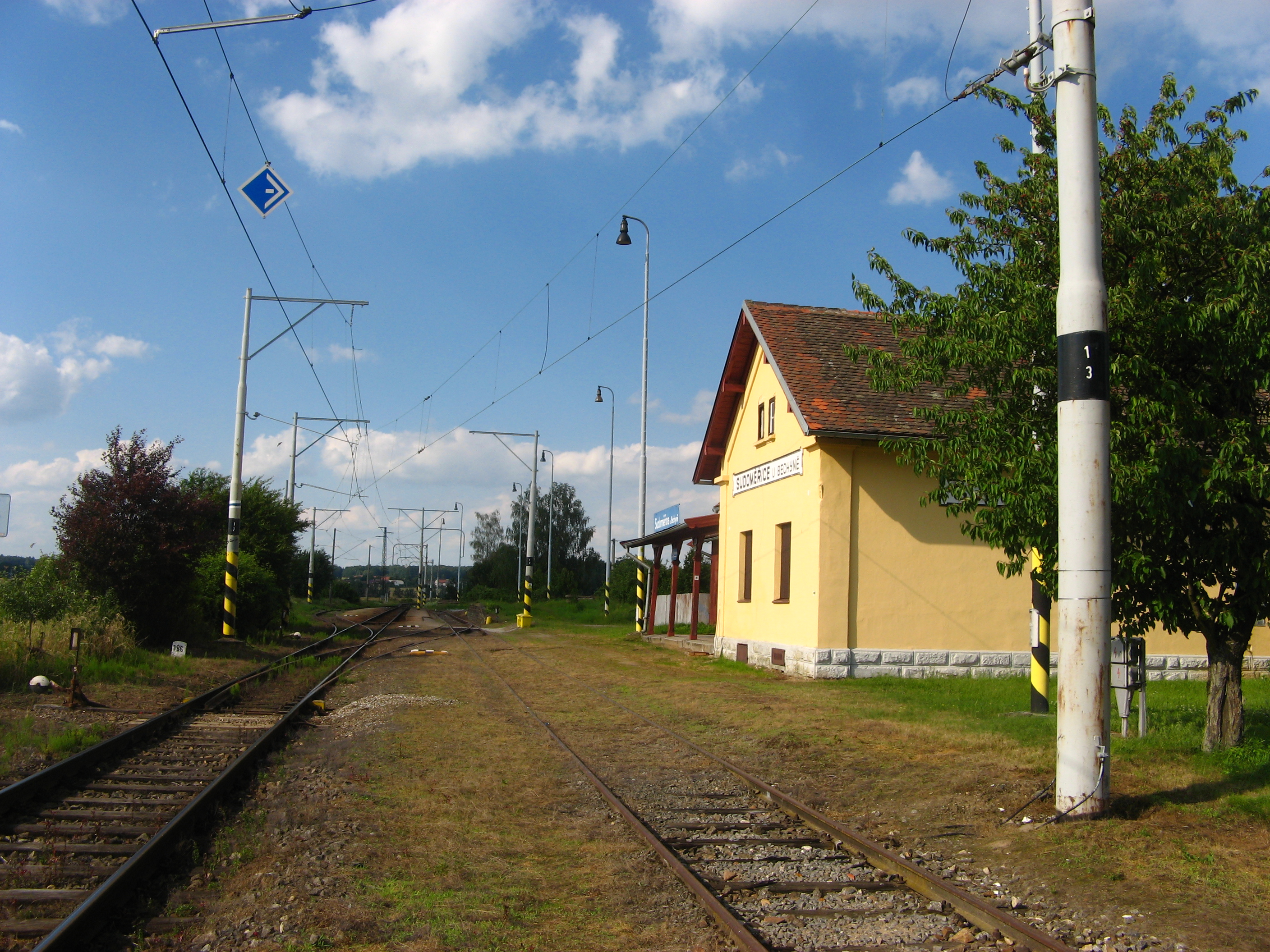
Sudoměřice u Bechyně
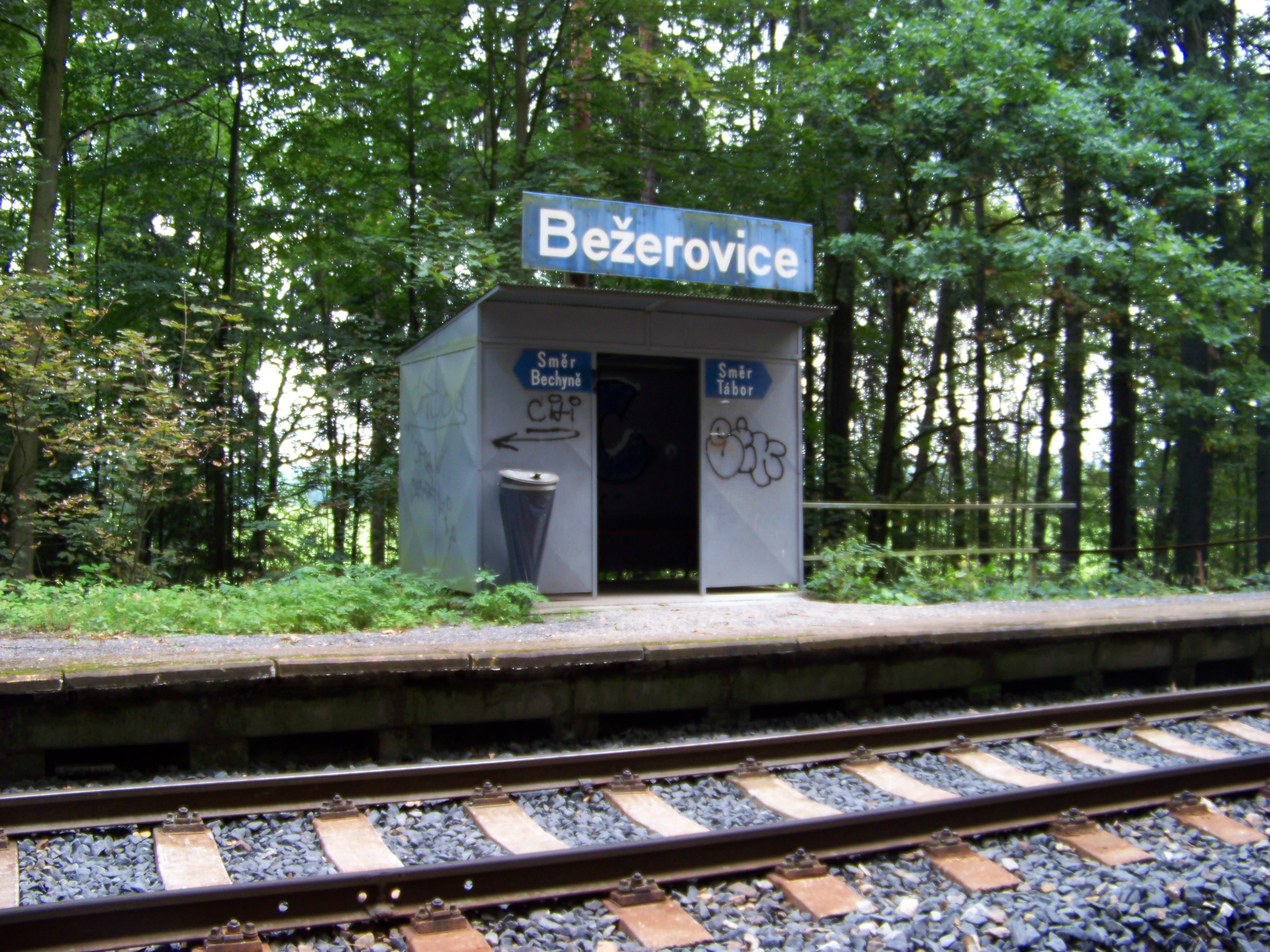
Bežerovice
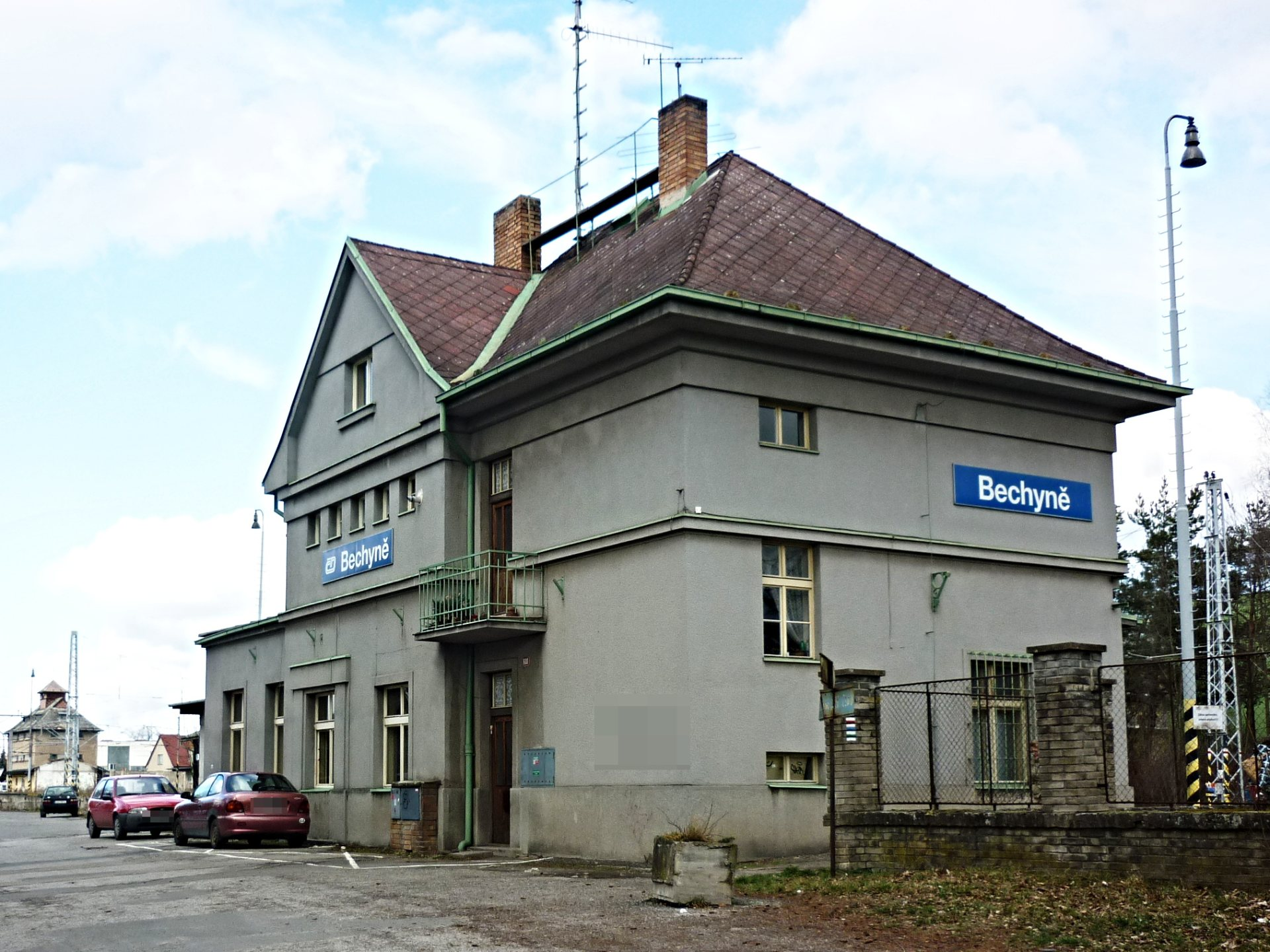
Bechyně